# X-Men: První třída
X-Men: První třída (v anglickém originále X-Men: First Class) je superhrdinský sci-fi film z roku 2011, prequel ke snímku X-Men Origins: Wolverine. Pojednává o mládí profesora Xaviera a Magneta ve 40.–60. letech 20. století, objevování jejich schopností, jejich společných vlastností a také objevení důvodu, proč se rozdělily jejich životy na kladnou a temnou stranu.
Premiéra filmu v České republice se uskutečnila 2. června 2011.

## Děj
Židovský chlapec Erik je mutant, jehož schopnosti se projevují, když má vztek. Šílený německý vědec Sebastian Shaw se z něj pokouší vytvořit monstrum na zabíjení. Během výcviku Erikovi zabije Shaw matku. O pár let později, na jiném místě, se malý chlapec Charles setkává s Raven. Oba jsou děti a zároveň mutanti.

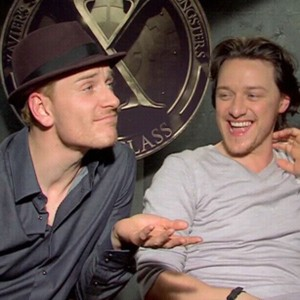
James McAvoy a Michael Fassbender při rozhovoru

Charles dokáže zpomalit čas nebo číst myšlenky, Raven umí měnit podobu. O mnoho let později, když probíhá studená válka, se Charles, Raven a Erik setkají. Erik si za svůj životní úkol stanovil zabít Sebastiana. Ten nezestárnul a jeho schopností je pohlcovat energii. Charles vytáhne Erika z vody a zachrání mu život. Společně vytvářejí školu pro mutanty z celého světa, jejíž primární cíl je zabránit válce. Všichni podstupují výcvik a Raven s Erikem se do sebe zamilují. Školu napadne Sebastian se svými mutanty a některé žáky zabije. Když se Sebastian pokusí rozeštvat lodě USA a SSSR poblíž Kuby, tak jednotka mutantů je tam. Sebastian se pokusí absorbovat energii z jaderného reaktoru a díky tomu získá nadlidskou sílu. Erik ho pronásleduje a po dlouhém rozhovoru Sebastiana zabije. Uvěří jeho myšlence, že lidstvo je pro mutanty nepřítel. Na mutanty ale začnou střílet bitevní lodě. Erik chce ty lodě zničit, ale Charles mu to nedovolí. Po potyčce je Charles zraněn. Erik odchází a bere spolu s sebou Raven a Sebastianovy mutanty.

## Obsazení
| Michael Fassbender   | Erik Lehnsherr / Magneto, mutant, ovládá kov                       |
| James McAvoy         | Charles Xavier / Profesor X, mutant, telepatie                     |
| Jennifer Lawrenceová | Raven Darkholmex / Mystique, mutant, maskování                     |
| Kevin Bacon          | Sebastian Shaw, mutant, vstřebávání energie                        |
| Rose Byrne           | Moira MacTaggertová, federální agentka                             |
| January Jones        | Emma Frost, mutant, telepatka, celá z diamantu                     |
| Nicholas Hoult       | Hank McCoy / Beast, mutant, síla a lezení po stropě                |
| Zoë Kravitzová       | Angel Salvadore, mutant, má křídla,umí létat a plivat ohnivé koule |
| Caleb Landry Jones   | Sean Cassidy / Banshee, mutant, ultrasonický křik                  |
| Lucas Till           | Alex Summers / Havok, mutant, absorpce energie                     |
| Edi Gathegi          | Armando Muñoz / Darwin, mutant, reaktivní evoluce                  |
| Jason Flemyng        | Azazel, mutant, teleportace                                        |
| Álex González        | Janos Quested / Riptide, mutant, tvorba větrných vírů              |
| Hugh Jackman         | Wolverine, mutant, adamantiové drápy a regenerace (cameo)          |

## Ocenění a nominace
| Ocenění                                     | Kategorie                                   | Nominovaný                                                                                      | Výsledek  |
| ------------------------------------------- | ------------------------------------------- | ----------------------------------------------------------------------------------------------- | --------- |
| Cena Saturn                                 | nejlepší film (sci-fi)                      |                                                                                                 | nominace  |
| Cena Saturn                                 | nejlepší masky                              | Dave Elsey, Fran Needham, a Conor O'Sullivan                                                    | vítězství |
| Central Ohio Film Critics Association       | nejlepší mužský herecký výkon v hlavní roli | Michael Fassbender                                                                              | nominace  |
| Costume Designers Guild Awards              | nejlepší kostýmy (film – fantasy)           | Sammy Sheldon                                                                                   | nominace  |
| Los Angeles Film Critics Association Awards | nejlepší mužský herecký výkon v hlavní roli | Michael Fassbender                                                                              | vítězství |
| People's Choice Awards                      | nejoblíbenější akční film                   |                                                                                                 | nominace  |
| People's Choice Awards                      | nejoblíbenější obsazení                     |                                                                                                 | nominace  |
| People's Choice Awards                      | nejoblíbenější filmový hrdina               | Jennifer Lawrenceová                                                                            | nominace  |
| People's Choice Awards                      | nejoblíbenější filmový hrdina               | James McAvoy                                                                                    | nominace  |
| Screen Actors Guild Awards                  | nejlepší kaskadérský tým                    |                                                                                                 | nominace  |
| Teen Choice Awards                          | objev roku: herečka                         | Jennifer Lawrenceová                                                                            | nominace  |
| Teen Choice Awards                          | objev roku: herečka                         | Zoë Kravitz                                                                                     | nominace  |
| Teen Choice Awards                          | nejlepší filmový zloduch                    | Kevin Bacon                                                                                     | nominace  |
| Teen Choice Awards                          | nejlepší filmová chemie                     | Lucas Till, Jennifer Lawrenceová, Nicholas Hoult, Zoë Kravitz, Caleb Landry Jones a Edi Gathegi | nominace  |
| Teen Choice Awards                          | nejlepší film (sci-fi/fantasy)              |                                                                                                 | nominace  |